# Lyssacinosida
Ліссациносиди (Lyssacinosida) — ряд губок класу шестипроменеві губки (Hexactinellida).

## Загальна інформація
Губки в більшості випадків досить правильної келихоподібної, воронкоподібної, мішкоподібної, і тому подібних форм, іноді грибовидні. Голки основного скелета лежать в тілі губки вільно і не утворюють диктиональної решітки; в його будові завжди беруть участь діактини. Макросклери іноді місцями зростаються один з одним, але це зрощення відбувається в результаті вторинного відкладення кремнезему. Унцінати, скопули і клавули відсутні. На даний час ряд Ліссациносиди ділять на чотири групи: Leucopsacidae, Euplectellidae, Caulophacidae і Rossellidae.

## Класифікація
Представники:
- Родина Leucopsacidae Ijima, 1903
- Родина Euplectellidae Gray, 1867
- Родина Corbitellinae Gray, 1872
- Родина Rossellidae Schulze, 1885